# Bailleul-aux-Cornailles
Bailleul-aux-Cornailles ist eine französische Gemeinde mit 267 Einwohnern (Stand 1. Januar 2022) im Département Pas-de-Calais in der Region Hauts-de-France. Sie gehört zum Arrondissement Arras und zum Kanton Avesnes-le-Comte.

## Lage
Die Gemeinde Bailleul-aux-Cornailles liegt im Südosten des Artois, 25 Kilometer nordwestlich von Arras. Nachbargemeinden von Bailleul-aux-Cornailles sind Monchy-Breton im Norden, Marquay im Nordosten, Ligny-Saint-Flochel im Südosten, Tincques und Averdoingt im Südwesten, Chelers im Westen sowie Magnicourt-en-Comte im Nordwesten.

## Bevölkerungsentwicklung
| Jahr      | 1962 | 1968 | 1975 | 1982 | 1990 | 1999 | 2011 | 2022 |
| Einwohner | 225  | 239  | 230  | 222  | 247  | 232  | 270  | 267  |

## Sehenswürdigkeiten
- Kirche St. Pierre
- Wasserturm

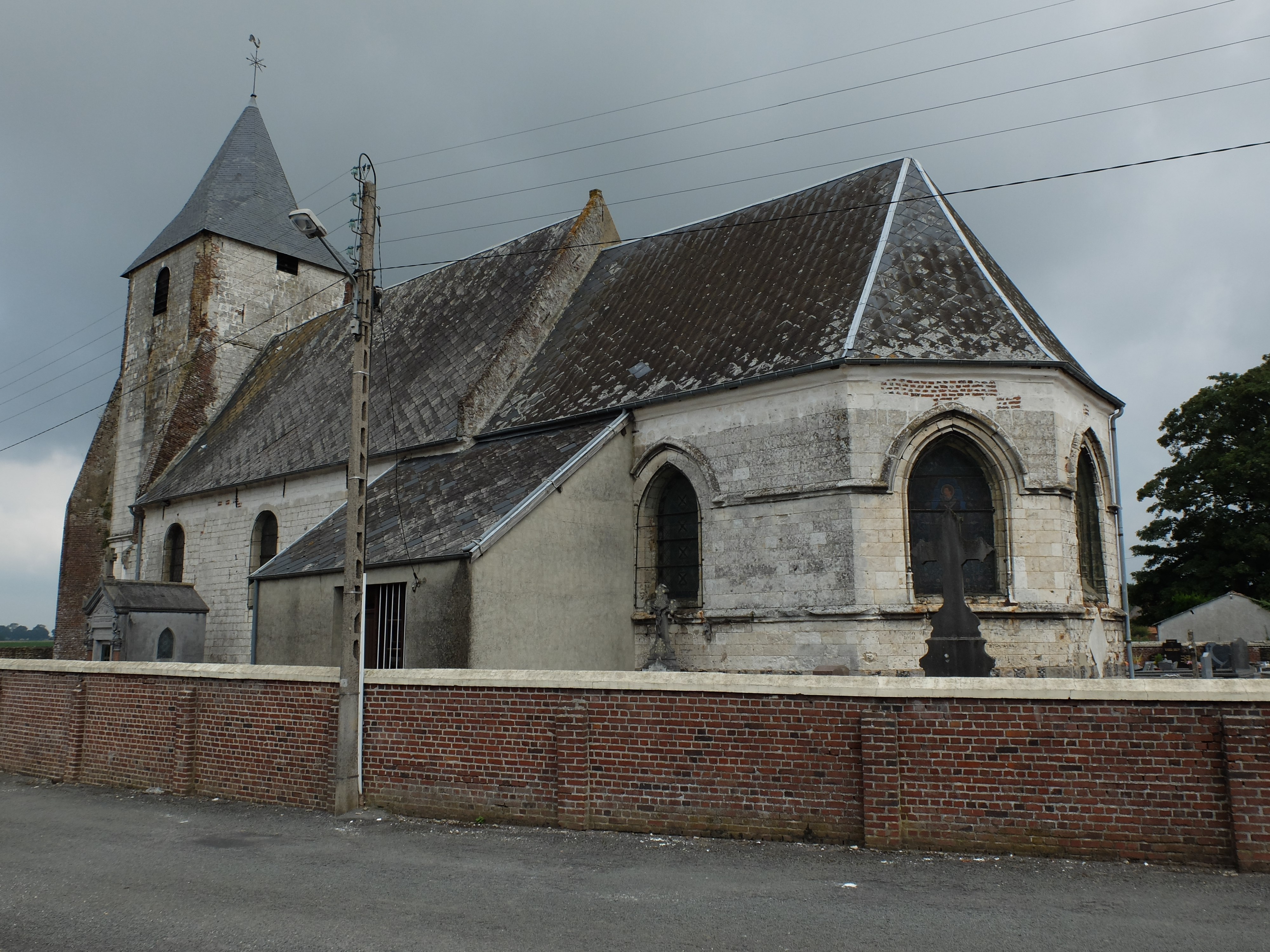
Kirche Saint-Pierre